# Großschirma
Großschirma est une ville de Saxe (Allemagne), située dans l'arrondissement de Saxe centrale, dans le district de Chemnitz.
Quand la ville de Siebenlehn fusionne avec la commune rurale (Landgemeinde) de Großschirma en 2003, la charte de la ville est transférée à cette dernière.

## Personnalités liées à la ville
- Amalie Dietrich (1821-1891), naturaliste née à Siebenlehn.
- Friedrich Wilhelm Putzger (1849-1913), géographe né à Siebenlehn.
- Otto Rühle (1874-1943), homme politique né à Großvoigtsberg.